# The Sound of Cologne
The Sound of Cologne ist ein deutscher Dokumentarfilm aus dem Jahr 2022 unter der Regie von Kristina Schippling. Der Film feierte seine Premiere am 22. November 2023 im Babylon Kreuzberg in Berlin und startete offiziell am 30. November 2023 in den deutschen Kinos.

## Handlung
Der Film unternimmt eine Zeitreise durch die Geschichte der elektronischen Musik in Köln von den 1950er Jahren bis heute. Er beleuchtet die Entwicklung vom Elektronischen Studio des WDR über Pioniere wie Karlheinz Stockhausen und die Krautrock-Band Can bis hin zu modernen Labels wie Kompakt und A-Musik. Dabei wird die lebendige und vielfältige Clubszene Kölns porträtiert. Zu den im Film vorgestellten Künstlern zählen Irmin Schmidt, Jaki Liebezeit und Holger Czukay von Can, Mouse on Mars, Gregor Schwellenbach, Niobe, Wolfgang Voigt, Michael Mayer, Brand, Lena Willikens und Fr. Reichert. Der Film zeigt, wie verschiedene Musikszenen über Jahrzehnte hinweg durch einflussreiche Clubs, Labels und Plattenläden miteinander verbunden sind und taucht in die untrennbare Beziehung zwischen elektronischer Musik, Kölns Klangwelt und auch Architektur ein.

## Produktion
The Sound of Cologne wurde von der Televisor Troika GmbH produziert. Die Regisseurin Kristina Schilling übernahm auch die Kameraarbeit, während Nicole Wegner für den Schnitt verantwortlich war. Das Drehbuch stammt von Sarah Schygulla.

## Veröffentlichung
Der Film feierte seine Premiere am 22. November 2023 im Babylon Kreuzberg in Berlin und startete offiziell am 30. November 2023 in den deutschen Kinos. Anschließend wurde er in verschiedenen Städten Deutschlands gezeigt, darunter Aachen, Bamberg, Dresden, Düsseldorf, Frankfurt, Hamburg, Köln, Leipzig, München, Nürnberg, Osnabrück, Regensburg, Weimar und Wiesbaden.

## Kritiken
Auf IMDb erhielt der Film eine Bewertung von 8,3 von 10 basierend auf 173 Bewertungen. Kritiker lobten den Film für seine umfassende Darstellung der Kölner elektronischen Musikszene und die Verknüpfung verschiedener Künstlergenerationen. Besonders hervorgehoben wurde die Fähigkeit des Films, das Netzwerk von Komponisten und Musikern sowie die unterschiedlichen Einflüsse zwischen den Generationen darzustellen. Auch die Verbindung zwischen elektronischer Musik und der Stadt Köln wurde positiv bewertet.